# بير السناسل
بير السناسل هي إحدى القرى اللبنانية من قرى قضاء بنت جبيل في محافظة النبطية.